# Lipowiec (powiat nowomiejski)
Lipowiec – wieś w Polsce położona w województwie warmińsko-mazurskim, w powiecie nowomiejskim, w gminie Kurzętnik. W latach 1975–1998 miejscowość należała administracyjnie do województwa toruńskiego.
Wieś sołecka, położona w dolinie Drwęcy. We wsi jest 49 gospodarstw rolnych, gospodarujących na powierzchni od trzech do 70 ha (dane z 2008 r.). W Lipowcu działa Koło Gospodyń Domowych (blisko 50 lat działalności). We wsi nie ma szkoły, parafia znajduje się w Nowym Mieście Lubawskim.

## Części wsi
| SIMC    | Nazwa       | Rodzaj    |
| ------- | ----------- | --------- |
| 1045275 | Glinki      | część wsi |
| 0845743 | Taborowizna | część wsi |

## Historia
W XVI w. przez Lipowic prowadził szlak komunikacyjny, krytym z okolic Kurzętnika dostarczano zboże do Grudziądza. Pod koniec XIX wieś Lipowietz-Rumunki (Rumunki lub Rumunek – tak nazywano na Mazowszu i okolicach osady zakładane po wyciętych lasach, z języka niemieckiego Römmung) były wsią chłopską, leżącą przy granicy powiatu lubawskiego. Wieś obejmowała 521 mórg gruntów, było w niej 26 budynków, w tym 16 domów mieszkalnych. We wsi mieszkało 109 katolików i 14 ewangelików. Parafia mieściła się w Pokrzydowie, tam też dzieci uczęszczały do szkoły. Najbliższa poczta była w Kurzętniku.
Przed 1939 r. kierownikiem tutejszej szkoły był Władysław Kunz. Natomiast Bronisława Werberowa była właścicielką tutejszego majątku ziemskiego. W czasie drugiej wojny światowej Niemcy wysiedlili do obozu w Potulicach następujące rodziny: Malinowscy, Jakubowscy, Byglewscy, Radomscy, Klimaszewscy. Ich gospodarstwa zajęli Niemcy z Besarabii. Po 1945 r. majątek ziemski rozparcelowano (dawny pałac nazywano Belwederem). Kierownikiem szkoły został Trzebiatowski. Była to szkoła czteroklasowa. Dalszą naukę dzieci kontynuowały w szkole w Kurzętniku.
W 1978 r. założono Rolnicza Spółdzielnię Produkcyjną, na bazie której w 1991 r. utworzono Gospodarstwo Pomocnicze przy Urzędzie Gminy Kurzętnik, przekształcone następnie w 2005 r. w Zakład Gospodarki Komunalnej. Zakład ten prowadzi składowisko odpadów komunalnych w LIpowcu (powstało w 1965 r., a jego powierzchnia wynosi 3,5 ha).

## Ludzie związani z miejscowością
- Wojciech Zawadzki, mieszkaniec wsi, członek założyciel Banku Ludowego w Nowym Mieście Lubawskim, zarejestrowanego w 1893 r.
- Celestyn Rosiński, urodzony w 1898 r. Lipowcu, znany kupiec z Nowego Miasta Lubawskiego, weteran pierwszej wojny światowej, członek zarządu Towarzystwa Samodzielnych Kupców w Nowym Mieście Lubawskim, zmarł w 1935 r.
- Sołtysami w XX w. byli: Reszka, Radomski, Lendzion, Kreński, Malinowski, Jan Jabłoński, Elżbieta Wadecka, Wiesław Grzywacz (od 2015r.)